# Рок-н-ролл (танец)
Акробатический рок-н-ролл — танцевальный вид спорта, берущий начало от линди-хопа. Но, в отличие от линди-хопа, акробатический рок-н-ролл — это постановочная программа, сочетающая базовую рок-н-ролльную технику, танцевальные движения под ритмичную музыку с хореографическими и акробатическими элементами. Его исполняют в паре (партнёр и партнёрша) или в группе, состоящей только из девушек или женщин, или же в группе, состоящей из пар юниоров или взрослых («формейшн»).

## История
Танцевальный рок-н-ролл появился в середине 50-х годов XX века и был импровизированным танцем. Он получил широкую известность на волне популярности стиля музыки и появления в кино Элвиса Пресли, Билла Хейли и других пионеров рок-н-ролла.
Официальным днем рождения танцевального рок-н-ролла принято считать 13 апреля 1954 года — день, когда на экраны США вышел фильм с участием Билла Хейли с его знаменитой песней «Рок круглые сутки» (Rock Around the Clock). Под звуки этой мелодии зрители впервые увидели парное исполнение зажигательного танца. Рок-н-ролл, вслед за киногероями, начали танцевать сначала в Америке, а затем и в Европе. 
По другим данным , 12 апреля 1954 года песни Билла Хэйли «Rock Around the Clock» и «Shake, Rattle and Roll», которые «сыграли решающую роль в массовой популярности рок-н-ролла, до того бывшего лишь музыкальным экспериментом, известным слушателям местных радиостанций», были ещё только впервые записаны.
С 60-х годов стали проводиться различные самостоятельные конкурсы исполнителей танцевального рок-н-ролла.
В начале 70-х произошло событие, в корне изменившее всю дальнейшую историю развития танцевального рок-н-ролла^ швейцарский хореограф Рене Сагарра объединил специфические рок-н-рольные танцевальные движения в единый законченный орнамент и, тем самым, прописал азбуку современного рок-н-ролла. Этот обновленный вариант был взят на вооружение немецкой ассоциацией учителей танцев, и с тех пор рок-н-ролл стал уже не просто дискотечным танцем, а красивым и сложным видом спорта.
В 1974 году четыре страны — Италия, Франция, Германия и Швейцария — основали Европейскую рок-н-рольную ассоциацию (European Rock'n'Roll Association, ERRA). Через некоторое время к ней присоединились Австрия, Голландия, Дания и Швеция, а ещё через два года — Канада, и Европейская ассоциация превратилась уже во Всемирную (World Rock'n'Roll Association, WRRA).
Однако параллельно существовала ещё одна международная рок-н-рольная организация — Всемирная федерация джазового танца (Fédération Mondial de Dance de Jazz, World Federation of Jazz Dance (FMDJ)). 
В 1984 году эти две организации объединились, образовав современную  Всемирную рок-н-рольную конфедерацию (World Rock'n'Roll Confederation, WRRC) — единственную на сегодняшний день организацию, которая объединяет спортсменов акробатического рок-н-ролла со всего мира.
В настоящее время в WRRC входят более 35 стран, в числе которых есть и Россия.

## Акробатический рок-н-ролл в России
Развитие акробатического рок-н-ролла в России началось с Москвы, где в июне 1986 года открылась первая секция в ДСО «Локомотив», и был создан первый специализированный рок-н-рольный клуб, а в 1987 году уже прошел первый официальный турнир. Этот период неразрывно связан с именем Алексея Борисовича Голева — известного хореографа и организатора Московского рок-н-рольного клуба.

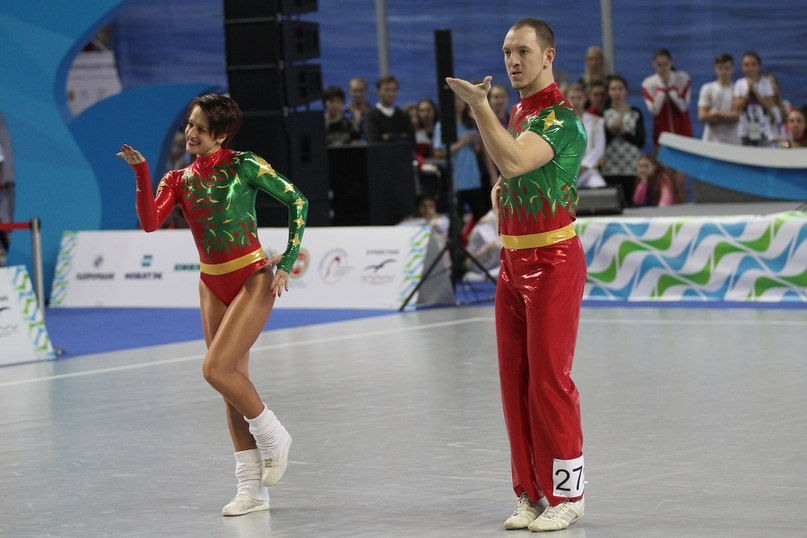
Пятикратные чемпионы мира Иван Юдин и Ольга Сбитнева

За эти годы российский акробатический рок-н-ролл добился успехов. Сегодня Россия — один из лидеров международных соревнований. Российские спортсмены многократно становились чемпионами мира и призёрами чемпионатов мира, обладателями Кубков Мира и Европы. Пара Иван Юдин и Ольга Сбитнева — пятикратные чемпионы мира по акробатическому рок-н-роллу. За всю историю этого вида спорта есть только одна пара, которая обошла их по количеству побед, — шестикратные чемпионы мира, итальянцы Диего и Марсия Кьодони.
Акробатический рок-н-ролл продолжает активно развиваться в 8 федеральных округах и более 30 регионах России. В стране проводится более полутора десятков самых различных международных и национальных соревнований, самыми престижными из которых являются: чемпионат мира и Европы, первенство мира и Европы, Мировой Мастерс, чемпионат, первенство и Кубок России.
Общероссийскую общественную организацию «Всероссийская федерация акробатического рок-н-ролла» (РосФАРР) с июня 2014 года возглавляет руководитель Департамента физической культуры и спорта города Москвы Алексей Олегович Воробьев.
РосФАРР аккредитована Министерством спорта Российской Федерации и наделена статусом общероссийской спортивной федерации по виду спорта «акробатический рок-н-ролл». РосФАРР осуществляет свою деятельность на всей территории Российской Федерации и занимается управлением развития акробатического рок-н-ролла как вида спорта на федеральном уровне.

## Характер танца

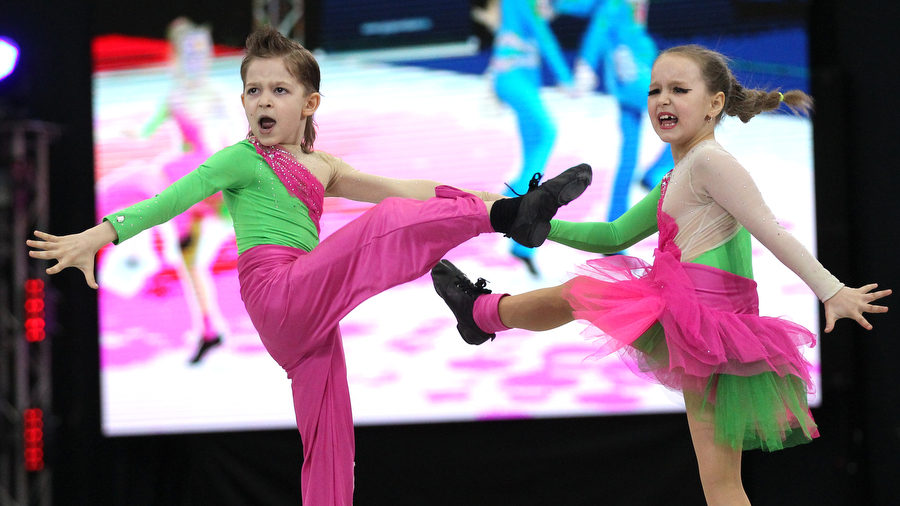
Танцевальные движения акробатического рок-н-ролла

Акробатический рок-н-ролл исполняется под ритмичную музыку (частотой 46—52 тактов в минуту (192—204 удара в минуту). Средняя длительность танцевальной программы составляет полторы минуты. Танцевальная программа в акробатическом рок-н-ролле отличается сочетанием характерных движений ногами и исполнением акробатических или полуакробатических элементов.
Танцевальный рисунок акробатического рок-н-ролла основан на, так называемом, «основном конкурсном ходе»: характерных движениях ног за пол такта «5-6» — это kick — ball change и один такт «1-2-3-4» — это kick — step kick — step музыки (kick — ball change — kick — step — kick — step).
Акробатические элементы являются украшением танца и строго регламентированы, в соответствии со сложностью программы и классом выступления.

### Трюки

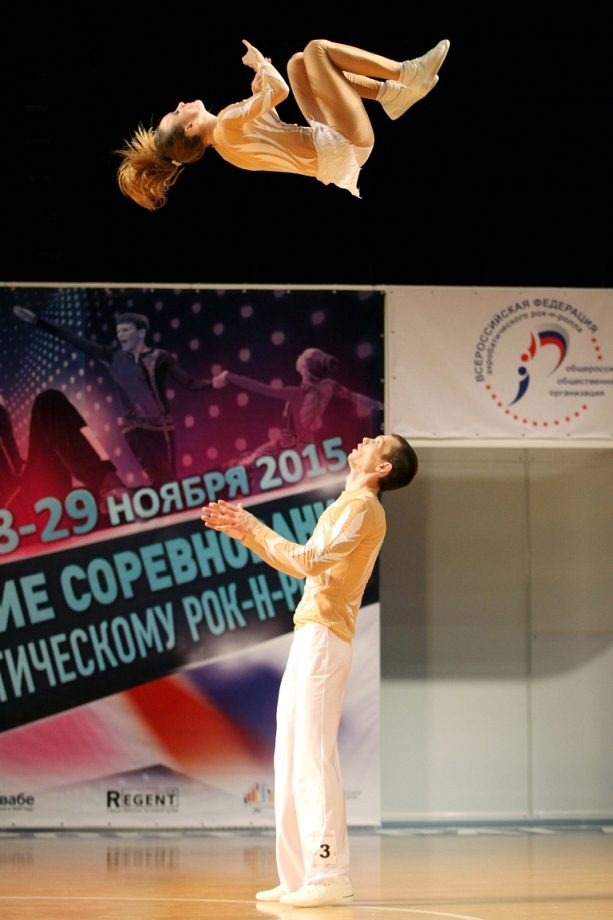
Трюк акробатического рок-н-ролла

В соревнованиях различных классов исполнение акробатических фигур, или как ещё говорят — трюков, строго регламентировано. Акробатические элементы в рок-н-ролле рассматриваются как украшение танца, его эмоциональные пики.

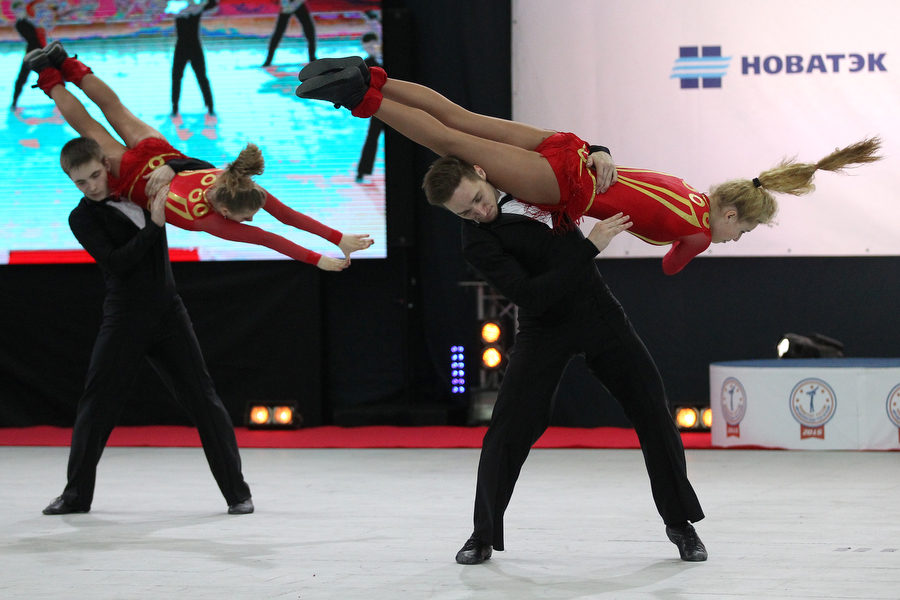
Трюк акробатического рок-н-ролла

Однако с течением времени, акробатические трюки, исполняемые спортсменами, стали играть все большую роль в спортивном шоу и определении победителей. В рок-н-ролле трюки ценны не сами по себе, а во взаимосвязи с танцем. Такое положение коренным образом отличает акробатический рок-н-ролл от выступления смешанных пар в спортивной акробатике. 
Ещё одним отличием является отсутствие в рок-н-ролле балансовых элементов, что так же связано с необходимостью сочетания между акробатикой и активным, динамичным танцем. Стойки и равновесия не соответствуют характеру рок-н-ролла. Кроме того, выступления танцоров проходят на жестком полу, а не на мягком гимнастическом ковре, что повышает ответственность спортсменов за качество исполнения трюков.
Список типовых акробатических элементов:
| Категория сложности                   | Элементы |
| ------------------------------------- | --- |
| Полуакробатика                        | Лассо. По-лассо. Тоте-фрау. Тоте-мен. Проходы и проезды под ногами. Седы на колени. Прыжок ноги врозь. Сед углом на руки.                      |
| Полуакробатика                        | Сед на бедра. Колодец. Свечка в группировке (бомбочка). Вертушка. Полувиклер.                                                                  |
| Полуакробатика                        | Прыжок через руку. Тарелка. Качели. Свечка. |
| Акробатика                            | Переворот через плечо. Переворот через руку. Мюнхен. Детское сальто. Штурвал. Сход с плеч.                                                     |
| Акробатика                            | Боковой тодес. Переворот через спину. Рондат-поддержка. Саги. Поддержка под бедро. Валентино. Форель. Сальто в руках партнера. Столик. Виклер. |
| Акробатика                            | Тодес (горизонтальный, вертикальный). Лошадка. Сальто назад/вперед через партнера в контакте. Стульчик. Кугель. Дюлейн. Солнце.                |
| Акробатика                            | Сальто назад/вперед без контакта |
| Акробатика высшей категории сложности | Сальто с фуса, бетарини или из положения, когда стопы партнерши находятся в руках партнера.                                                    |
| Акробатика высшей категории сложности | Сальто сгиб-разгиб. Сальто вперед с поворотом. Тодес с фуса и бетарини. Твист. Бланж.                                                          |
| Акробатика высшей категории сложности | Пируэт. Сальто сгиб-разгиб вперед с поворотом.                                                                                                 |
| Акробатика высшей категории сложности | Полтора пируэта назад. |
| Акробатика высшей категории сложности | Полтора пируэта вперед. Щука. |
| Акробатика высшей категории сложности | Двойной пируэт. |
| Акробатика высшей категории сложности | Полтора сальто в тодес. Тройной пируэт. |
| Акробатика высшей категории сложности | Двойное сальто с фуса (вперед, назад). Двойное сальто с бетарини (вперед, назад). Двойное сальто назад углом.                                  |
| Акробатика высшей категории сложности | Двойной твист |
| Акробатика высшей категории сложности | Пируэт сальто назад (винт заднее). |
| Акробатика высшей категории сложности | Двойное сальто с поворотом на 360 градусов (два с одним).                                                                                      |
| Акробатика высшей категории сложности | Двойное сальто с поворотом на 720 градусов (два с двумя). Сальто вперед поворот сальто назад (вперед назад)                                    |

## Соревнования
По своему характеру соревнования по акробатическому рок-н-роллу разделяются на личные и групповые:
Личные соревнования
Соревнования проводятся среди спортивных пар, состоящих из партнера мужского пола и партнерши женского пола. Пары исполняют свои танцевальные программы под ритмичное музыкальное сопровождение. Акробатические и полуакробатические элементы исполняются парами в программах в соответствие с видом программы и возрастной дисциплиной. Результат выступления засчитывается отдельно каждой паре.
Групповые соревнования
Соревнования проводятся между командами «Формейшн», участники которых исполняют одновременно одну общую программу, включающую перестроения. Результат засчитывается команде в целом. Для групповых соревнований российские и международные правила не различаются.

Программа команды «Формейшн» длится около 3 минут. Соревнования проводятся для команд, состоящих только из девушек или женщин, и для команд, состоящих из пар юниоров или взрослых.

## Виды программ

### «М-класс-микст»
Соревнования данного класса проводятся в возрастной группе
- мужчины и женщины: партнер должен быть не моложе 17 лет, партнерша — 14 лет

Соревнования проводятся по двум программам
| Программа     | Темп, такт/мин. | Продолжительность | Примечание                                       |
| ------------- | --------------- | ----------------- | ------------------------------------------------ |
| «Техника ног» | 50-52           | 1’00"-1’15"       | исполняется только в финальном туре соревнований |
| «Акробатика»  | 48-50           | 1’30"-1’45"       |                                                  |

Данный вид программы — наиболее зрелищный, так как характеризуется выполнением акробатических элементов наивысшего уровня сложности. Современными правилами акробатического рок-н-ролла России прямо предписывается исполнение не менее 1 элемента высшей категории сложности и не менее 1 вращения 1 категории сложности.
Программа «Техника ног», также именуемая «минутка», не включает акробатических элементов, но исполняется под более ускоренный ритм музыки.

### «А-класс-микст»
Соревнования данного класса проводятся в возрастной группе
- мужчины и женщины: партнер должен быть не моложе 15 лет, партнерша — 13 лет
- юниоры и юниорки: старший партнер в паре должен быть возрастом от 12 до 17 лет
- юноши и девушки: оба партнера должны быть возрастом от 7 до 14 лет

Соревнования в возрастной группе «мужчины и женщины» проводятся по двум программам
| Программа     | Темп, такт/мин. | Продолжительность | Примечание                                     |
| ------------- | --------------- | ----------------- | ---------------------------------------------- |
| «Техника ног» | 50—52           | 1’00"—1’15"       | исполняется только финальном туре соревнований |
| «Акробатика»  | 48—50           | 1’30"—1’45"       |                                                |

### «B-класс-микст»
Соревнования данного класса проводятся в возрастной группе
- мужчины и женщины: партнер должен быть не моложе 15 лет, партнерша — 13 лет
- юниоры и юниорки: старший по возрасту в паре должен быть возрастом от 12 до 17 лет, младший — не моложе 10 лет.
- юноши и девушки: оба партнера должны быть возрастом от 7 до 14 лет
- младшие юноши и младшие девушки: старший партнер не должен быть старше 11 лет

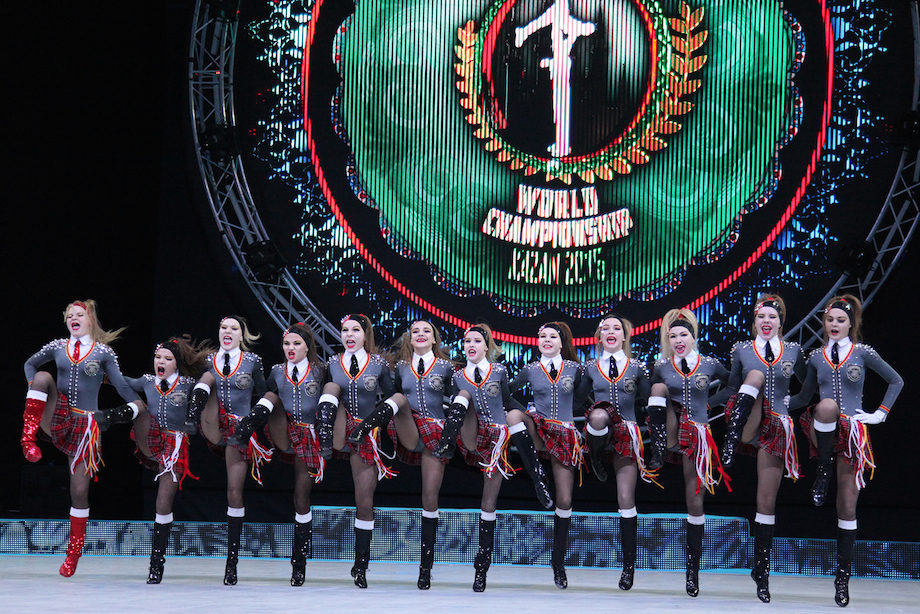
«Формейшн», девушки

### «Формейшн», девушки
Соревнования данного класса проводятся в возрастной группе
- девушки от 8 до 15 лет

### «Формейшн», женщины
Соревнования данного класса проводятся в возрастной группе
- девушки от 13 лет

В композиции допустимы простейшие акробатические (полуакробатические) элементы.

### «Формейшн-микст», юниоры и юниорки
Соревнования данного класса проводятся в возрастной группе
- юниоры и юниорки от 8 до 17 лет

В композиции запрещены какие-либо акробатические или полуакробатические элемены, то есть элементы, которые невозможно выполнить самостоятельно (без поддержки).

### «Формейшн-микст», мужчины и женщины
Соревнования данного класса проводятся в возрастной группе
- юноши и девушки от 14 лет

В этой зрелищной программе исполняются самые сложные полётные акробатические трюки.

## Альтернативные социальные танцы
В качестве альтернативы акробатическому рок-н-роллу можно рассматривать танец буги-вуги, появившийся в Европе во второй половине 1940-х на основе линди-хопа. Относится к свинговым танцам, исполняется под рок-н-ролл и рокабилли. Наиболее близки к буги-вуги танцевальные стили линди-хоп и имеющий распространение в США East Coast Swing  (см. свинг (танец)).